# Echinus tenuispinus
Echinus tenuispinus är en sjöborreart som beskrevs av Alfred Merle Norman 1868. Echinus tenuispinus ingår i släktet Echinus och familjen taggsjöborrar. Arten har ej påträffats i Sverige. Inga underarter finns listade i Catalogue of Life.